# András Decsi
András Décsi (* 1977) je maďarský sportovní šermíř, který se specializuje na šerm šavlí. Bratr Tamás Decsi reprezentoval Maďarsko v šermu šavlí. Maďarsko reprezentoval na přelomu tisíciletí. V roce 1997 obsadil druhé místo na mistrovství Evropy v soutěži jednotlivců.